# Río Caspana
El río Caspana es un curso natural de agua que nace cerca de la frontera internacional de la Región de Antofagasta, en Chile, y fluye con dirección general noroeste, bordea el poblado de Caspana y desemboca en el río Salado (Loa).
Este río, que  es llamado río Agua Dulce en el mapa del desierto de Atacama elaborado por Francisco San Román en 1892.

## Trayecto
El río Caspana nace en la confluencia de los arroyos Coya y Cáblor y corre por una profunda quebrada para desembocar después de un trayecto de 20 km en el río Salado, unos 6 km aguas arriba del pueblo de Ayquina. Su afluente más importante es el río Turicuna.: 128 

## Caudal y régimen
El río tiene un estable caudal mínimo de 350 l/s, máximo de 380 l/s y un promedio anual de 370 l/s.
El régimen de la cuenca del río Loa es pluvial y los aumentos de caudal ocurren durante las intensas lluvias de verano que caen en la alta cordillera. Dichas lluvias se producen desde la segunda quincena de noviembre hasta la primera de marzo, pero no es un fenómeno que se repita regularmente.: 129 

## Historia
Francisco Astaburuaga escribió en 1899 en su obra Diccionario geográfico de la República de Chile sobre la aldea:
Caspana.-—Aldea de la sección oriental del departamento de Antofagasta, situada por los 22° 16' Lat. y 68° 12' Lon. en el ribazo de un corto riachuelo de agua dulce que poco más al O. se junta al llamado Río Salado, afluente del Loa. Dista 13 kilómetros hacia el NO. de Aiquiña, ambas de corta población indígena y de contornos de escaso cultivo.
Luis Risopatrón lo describe en su Diccionario Jeográfico de Chile de 1924:: 155 
Caspana (Rio) 22° 20' 68° 14'. De aguas dulces i cristalinas, formado por los arroyos de Coya i de Cáblor, corre hacia el NW en una honda quebrada, encajonada entre barrancas altas, riega los cultivos de la aldea del mismo nombre i se vacia en la márjen S del rio Salado, hacia el E del caserío de Aiquina; recibe del SE el rio Tuncuna, de aguas un tanto salobres i del S las del arroyo Chilcal, salobres i pútridas, pero escasas, de tal suerte que no son bastantes para descomponer las del Caspana. 98, II, p. 528; i III, p. 142; 116, p. 111 i 141; 134; i 156: i Agua Dulce en 98, I, p. 233 i carta de San Román (1892).
Sobre su formativo, el arroyo Cablor, informa:: 107 
Cáblor (Arroyo) 22° 24' 68° 08'. Es de buena agua, de corto curso i caudal, corre hacia el NW, en un cajón con leña, pasto en las faldas i vega jeneralmente talada i se junta con el de Coya, para formar el de Caspana; se ha observado, en el mes de febrero, a 3 785 m de altitud, 21° i 18° C como temperaturas máxima i mínima, con 39° C de ampliación máxima en 12 horas. 2, 31, p. 172; 116, p. 86, 178, 183 i 184; 134; i 156.
Al arroyo Coya lo describe sucintamente:: 263 
Coya (Arroyo) 22° 24' 68° 09'. De corto cursó i caudal, con estensas vegas en sus óríjenes, corre hacia el N, se junta con el de Cáblor i forma el rio de Caspana. 134; i 156; i Coye en 2, 31, p. 172; i 116, p. 132 i 160.

## Población, economía y ecología

Esquema de recursos superficiales del rio Loa según H. Niemeyer, en la década de los 1980s.